# Neurogastroenterology & Motility
Neurogastroenterology & Motility est une revue médicale bimestrielle à comité de lecture couvrant la neurogastroentérologie et la motilité gastro-intestinale.  Il a été créé en 1989 sous le nom de Journal of Gastrointestinal Motility et a reçu son nom actuel en 1994. Il est publié par Wiley-Blackwell. C'est le journal officiel de la Société européenne de neurogastroentérologie et de motilité, ainsi que de la  société américaine de neurogastroentérologie et de motilité. Les rédacteurs en chef sont Gianrico Farrugia (Clinique Mayo), Magnus Simren (Hôpital universitaire Sahlgrenska) et Gary Mawe (Université du Vermont). 

## Résumé et indexation
Le journal est résumé et indexé dans: 
- Recherche académique
- CAS: Service des résumés chimiques
- Base de données des sciences biologiques de la CSA
- Contenu actuel / Médecine clinique
- Embase
- Index Medicus / MEDLINE / PubMed
- Abstracts des neurosciences
- Science Citation Index

Selon Journal Citation Reports, le facteur d’impact pour 2013 est de 3,424. 